# Ludwik Beniamin Hurtel
Ludwik Beniamin Hurtel (Bertrand), fr. Louis-Benjamin Hurtrel (ur. 1762 w Paryżu, zm. 2 września 1792 w Saint-Germain-des-Prés) – francuski błogosławiony Kościoła katolickiego, diakon.
Był paryżaninem. Studiował w paryskim seminarium Trente-Trois. Gdy w rewolucyjnej Francji nasiliło się prześladowanie katolików, 10 sierpnia został aresztowany razem z rodzonym bratem Karolem Ludwikiem i uwięziony w ratuszu, a 1 września przewieziony do opactwa Saint-Germain-des-Prés. Zginął z rąk tłumu, który wcześniej wymordował przewożonych z merostwa do opactwa więźniów, w czasie masakr wrześniowych. Świadectwo jego godnej postawy pochodzi od naocznego świadka, którym był współwięziony internuncjusz.
Wspominany jest w dzienną rocznicę śmierci.
Ludwik Beniamin Hurtel został beatyfikowany 17 października 1926 wraz z 190 innymi męczennikami francuskimi przez papieża Piusa XI.